# 吉乃すみれ
吉乃 すみれ（よしの すみれ、1983年2月3日 - ）は、日本の元タレント、グラビアアイドル、女優、フードファイター、女子プロレスラー。奈良県出身。立命館大学経済学部卒業。

## 経歴
2006年、大食い大会出場時にアイドル事務所からスカウト。大食いアイドル「満腹ミキティ」として芸能活動を始める。
同年と2007年に産経デジタルイメージガールオーディションで2年連続準グランプリ受賞。アイドルユニットも結成。
2008年、女優活動を開始して映画などに出演。
2009年、活動休止。
2010年、芸名を「吉乃すみれ」として活動再開。
2011年、MCやレポーター、ラジオなどトーク中心に展開。6月4日からはREINA女子プロレスのリングアナウンサーも務めていた。

## プロレス活動
2012年
- プロレスラーを目指しスターダムGM風香の元で練習生としてトレーニングを始める。[4]
- 11月16日、プロテストで合格を果たす。[5]

2013年
- 2月17日、後楽園大会にて対世IV虎戦でデビュー。デビューに際してテレビや雑誌等数々のメディアで取り上げられ、女子プロレスとして異例のデビュー戦前日までにチケット完売に至った。デビュー戦とは思えない安定したファイトで善戦するも、ネックハンギングボムからのエビ固めで敗れる。[3]。レフェリーはリングアナ時代に世話になった和田京平が裁いた。
- 5月以降、欠場に入るが、会社との音信不通が続き、同年7月31日付で除籍処分となった。

## 出演

### テレビ
- 魔女たちの22時（日本テレビ）
- 私の何がイケないの?(TBSテレビ)
- ZIP!(日本テレビ）
- クリスマス!グラビアアイドル水泳大会　イエローキャブチームのリーダー（テレビ大阪）
- 闘え!ビキニコロシアム(ABC）
- 全力☆が〜る(毎日放送）
- イエローナイトフィーバー レギュラー出演（びわ湖放送）
- 第50回競艇近畿地区選手権テレビ中継　ゲスト出演（サンテレビ、KBS京都、びわ湖放送)
- あっと!テレわか(テレビ和歌山）
- 格闘技のチカラ☆ メインMC（TVオンライン）
- 満腹ミキティの食べ尽くし メインMC（kyo channel)

### ラジオ
- アンニョンメインMC（かつしかFM）
- ドクター林の健康げらげらクリニック（2011年7月 - 2012年2月、かつしかFM） - アシスタント
- プレイランド滋賀(FM滋賀)
- ミサイルアパート アシスタントMC（インターネットラジオ）

### CM
- サントリー トリスハイボール「トリスで忘年会」編
- カイブツクロニクル ナレーション
- ネイチャーラボ アクネスラボ
- リラクゼーションサロン マ・リラ　メインモデル
- マリナビ メインモデル
- 1COIN BOOKS メインモデル

### 映画
- 「春風桜舞」ヒロイン 舞役
- 「SAMURAI SONG」
- 「シェリー」
- 文科省制作 医療秘書教材用DVD　主演

### イメージガール
- 産経デジタル「イザ!」2006・2007準イメージガール
- 第50回G1近畿地区選手権イメージキャラクター

### PV
- GOOD4NOTHING「RIGHT NOW」
- angela「THE LIGHTS OF HEROES」

### イベント
- 東京ガールズコレクションMC
- REINA女子プロレス・リングアナウンサー
- 警視庁高輪署「飲酒運転させないTOKYOキャンペーン」一日副署長
- 愛知県警昭和署「春の安全・安心キャンペーン」MC
- お台場冒険王　ゲスト出演
- 女だらけの大喜利大会（決勝進出）
- 映画「シェリー」完成披露試写会、舞台挨拶 MC
- 松竹角座「オタノート」ゲスト出演
- 書泉ブックタワー CD「WORLD WONDER RING STARDOM」（キングレコード）発売記念イベント
- 「サスペリア・テルザ‐最後の魔女‐」日本公開記念イベント ゲスト出演

### 舞台
- 「単4電池よありがとう」
- 劇団コラソン第11回公演「もしドラ コラソン版」
- 劇団コラソン第12・13回公演「キセキ」

### 雑誌・書籍
- 「FLASH」
- 「週刊現代」
- 「GOO WORLD」
- 「cawaii！」
- 「京都ぴあ」
- 「実話ナックルズ」
- 「IO」
- 「snowboard」
- 「COMMERCIAL PHOTO」
- 「FEELING」
- 「新卒プロレス〜リングに就職した大学生たち〜」

### 新聞
- サンケイスポーツ　連載「満腹ミキティ　釣って食ったる」
- 大阪スポーツ　連載
- 日刊スポーツ
- スポーツニッポン
- 東京スポーツ
- スポーツ報知
- デイリースポーツ
- 日刊ゲンダイ
- 産経新聞